# روبن مكينلي
روبن مكينلي (بالإنجليزية: Robin McKinley)‏ (16 نوفمبر 1952، وارن في الولايات المتحدة)؛ كاتِبة مُتخصِّصة في أدب الأطفال وروائية أمريكية. درست في كلية بودوين.

## الجوائز
- جائزة نيوبري

## روابط خارجية
- روبن مكينلي على موقع إن إن دي بي (الإنجليزية)